# De zwarte inquisiteur
De zwarte inquisiteur is een stripverhaal uit de reeks van De Rode Ridder. Het is geschreven door Martin Lodewijk en getekend door Claus Scholz. De eerste albumuitgave is op 6 december 2006.

## Verhaal
Johan, De Rode Ridder brengt een bezoek aan Magist Magiste en zijn dochter Indigo, die een woonplaats hebben gevonden bij Toledo, in het hart van Spanje.
De zoon van de Conde de Lacrar wil trouwen met Indigo en zij en haar vader worden op ruwe wijze door soldaten meegenomen. De Rode Ridder blijft door de overmacht bewusteloos geslagen achter. Na een zoektocht vindt de Rode Ridder het stadje Lacrar waar hij erachter komt, dat de graaf wordt beheerst door een zwarte Dominicaan, die in naam van het christendom alle Joden, Moren en andere ketters wil uitroeien met behulp van de inquisitie. Uiteindelijk weet Johan Indigo en haar vader te bevrijden en de zwarte inquisiteur te verslaan.